# Sebaea micrantha
Sebaea micrantha är en gentianaväxtart som först beskrevs av Adelbert von Chamisso och Schlechtd., och fick sitt nu gällande namn av Schinz. Sebaea micrantha ingår i släktet Sebaea och familjen gentianaväxter. Utöver nominatformen finns också underarten S. m. intermedia.